# Srđan Vasiljević
Srđan Vasiljević (Belgrado, 1 de abril de 1973) é um treinador de futebol e ex-futebolista sérvio Atualmente, comanda a Seleção Angolana.

## Carreira
Como jogador, Vasiljević era zagueiro e foi revelado pelo Estrela Vermelha, porém não chegou a jogar pelo time principal. Sua carreira profissional foi em 1991, em outro clube de Belgrado, o Radnički, onde atuou por uma temporada.
Jogou também por Borac Čačak, Obilić, Rad, Sartid Smederevo, Dínamo Bucareste e Kairat, onde encerrou a carreira em 2002, com apenas 29 anos.
Virou treinador em 2006, no Javor Ivanjica (comandou o clube também em 2017), tendo passagens por Smederevo (como auxiliar-técnico), Čukarički, BSK Borča e Sérvia (também como auxiliar). Entre 2012 e 2016, voltou ao Estrela Vermelha, desta vez para trabalhar como coordenador de formação.
Em dezembro de 2017, Vasiljević foi anunciado como novo treinador da Seleção Angolana, substituindo o brasileiro Beto Bianchi.